# Caroline Anglade
Caroline Anglade (Châlons-en-Champagne, 22 de juny de 1982) és una actriu de cinema i teatre francesa.

## Biografia
Alumna de l'escola de teatre parisenca Cours Florent, va començar a treballar com a actriu en publicitat i també al teatre, en particular, l'any 2010 al teatre Les Blancs-Manteaux a l'obra d'Olivier Maille La Mort en chess (que posteriorment s'anomenà Si je t'atche je te Mort!) amb Franck Jouret, i el 2011, a l'obra Les Bonobos de Laurent Baffie al Théâtre du Palais-Royal. Del 2015 al 2016, va actuar a l'obra Sansfilter de Laurent Baffie.
A la televisió, l'any 2009, va començar amb papers secundaris en sèries com Père et Maire, Section de recherche i Scènes de households. I al cinema debutà per primer cop el 2011 al film On ne choisit pas sa famille de Christian Clavier Mentre que entre el 2016 i 2018, va interpretar el paper d'Irène Lebowitz a la sèrie Lebowitz contre Lebowitz al costat de Clémentine Célarié.
Al mateix temps, també treballa d'actriu de doblatge i és habitualment la veu francesa de l'actriu nord-americana Megan Fox.

## Filmografia

### Llargmetratges
- 2011. On ne choisit pas sa famille
- 2013. Joséphine
- 2014. Le Jour de la comète
- 2014. Piste noire
- 2016. La Joséphine està embarassada
- 2016. L'Invitation
- 2017. Bad Buzz
- 2017. Épouse-moi mon pote
- 2018. Sobre rodes
- 2019. Premières Vacances
- 2010. All Inclusive
- 2019. Just a gigolo
- 2019. La Grande Classe
- 2020. El club dels divorciats
- 2020. Tout simplement noir
- 2022. Belle et Sébastien : Nouvelle Génération
- 2022. Plancha
- 2022. Maestro(s)
- 2023. La Vie pour de vrai
- 2023. 38°5 quai des Orfèvres
- 2023. Petit Jésus

### Curtmetratges
- 2025. C'est du caviar ! (curtmetratge)
- 2016. Moche(s) (curtmetratge)
- 2016. Tapette (curtmetratge)
- 2020. Dernière ligne droite (curtmetratge)

### Televisió
- 2015. Le Family Show
- 2018. Meurtres en Cornouaille
- 2018. Le Rêve français
- 2018. Une mère sous influence
- 2021. Noël à tous les étages
- 2022. Après le silence
- 2022. Tous Inconnus
- 2022. 1H30 Max
- 2024. La Vie rêvée des autres

### Sèries
- 2005. Sous le soleil
- 2009. Section de recherches
- 2009. Père et Maire
- 2011. Le Jour où tout a basculé
- 2013-2015. Pep's
- 2014. Falco
- 2015. Templeton
- 2015. Scènes de ménages
- 2015. La Petite Histoire de France
- 2016-2017. Lebowitz contre Lebowitz
- 2019. Pour Sarah
- 2021. Salvar la Lisa
- 2023. Un gars, une fille (au pluriel)

## Teatre
- 2010. La mort en échec devenue Si je t’attrape je te Mort!, d'Olivier Maille al teatre Les Blancs-Manteaux.
- 2011. Les Bonobos, de Laurent Baffie al Théâtre du Palais-Royal.
- 2015-2016. Sans Filtre, de Laurent Baffie
- 2023. L'effet miroir, de Léonore Confino al Théâtre de l'Œuvre.